# پالائو
جمهوری پالائو (در زبان پالائویی: Beluu er a Belau) کشوری جزیره‌ای در اقیانوس آرام در قارهٔ اقیانوسیه، واقع در ۸۰۰ کیلومتری شرق فیلیپین است. پایتخت پالائو شهر نگرولمود در ایالت ملکئوک است. پالائو در ۳۲۰۰ کیلومتری جنوب توکیو واقع شده و از نظر جغرافیایی بخشی از جزایر میکرونزی به‌شمار می‌آید. جمعیت پالائو ۲۱ هزار نفر است که در بیش از ۲۵۰ جزیره زندگی می‌کنند. پرجمعیت‌ترین جزیره در میان آن‌ها، کرور نام دارد. زبان‌های رسمی این کشور انگلیسی و پالائویی هستند و واحد پول آن دلار آمریکا است. ۷۰ درصد از مردم کشور از تبار پالائویی، ۱۵ درصد فیلیپینی و ۵ درصد نیز چینی‌تبار هستند.
سه‌چهارم از جمعیت پالائو مسیحی هستند. حدود ۹ درصد از جمعیت نیز به آیین مودکنگئی باور دارند که تلفیقی است از مسیحیت، باورهای سنی پالائویی، و فالگیری. آیین‌های دین باستانی مردم پالائو نیز در جزایر رواج زیادی دارند.
در میان مسیحیان کشور، حدود ۵۰ درصد کاتولیک رومی و ۲۰ درصد نیز پروتستان هستند. اداره این جزایر در طول تاریخ در دست اسپانیایی‌ها، آلمان‌ها، ژاپنی‌ها، و آمریکایی‌ها بوده‌است. این کشور در سال ۱۹۹۴ به استقلال رسید. گردشگری، کشاورزی، و ماهیگیری، فعالیت‌های عمده اقتصادی در پالائو هستند. آب‌های گرمسیری این کشور سبب شده طبیعت زیر دریای آن زیبا و متنوع باشد و به همین دلیل برای غواصان جاذبه گردشگری دارد.

## انتخابات سراسری
رئیس‌جمهور پالائو با روش دومرحله‌ای انتخاب می‌شود. ۱۶ عضو مجلس نمایندگان از طریق رأی‌گیری در حوزه‌های انتخابیهٔ تک‌نماینده با روش نخست‌نفری انتخاب می‌شوند. هر ایالت یک حوزه به‌شمار می‌رود. ۱۳ عضو مجلس سنا با روش block voting و در سطح یک حوزهٔ انتخابیه سراسری انتخاب می‌شوند. هر رأی‌دهنده می‌تواند به ۱۳ نفر رأی بدهد.

## تاریخ
پالائو از سه هزار سال پیش به وسیله مهاجرانی از فیلیپین مسکونی شده‌است. در حدود ۹۰۰ سال پیش، جمعیتی از کوتوله‌تباران سیاه‌پوست نیز در این جزایر مشاهده شده‌بود. جمعیت امروزی پالائو آن‌گونه که از ریشه زبانی آن‌ها برمی‌آید از جزایر سوندا به این محل آمده‌اند. تا سال ۱۹۹۴ اداره این کشور در دست ایالات متحده آمریکا بود ولی از آن سال به بعد این جزیره تحت نام جمهوری پالائو مستقل شده‌است.

## جغرافیا
جزایر پالائو با اندونزی، فیلیپین، و ایالات فدرال میکرونزی مرز آبی دارند.
سه جزیره پرجمعیت کورور، پللیو، و بابلدائوب در یک حوزه آب‌سنگ مرجانی قرار گرفته‌اند و جزیره دیگر پرجمعیت کشور یعنی آنگائور جزیره‌ای اقیانوسی است که چندین کیلومتر در جنوب بقیه جزایر واقع شده‌است. حدود دو سوم از جمعیت کشور در کورور زندگی می‌کنند.
آب‌سنگ حلقوی کایانگل در شمال این جزایر واقع شده و در غرب مجمع‌الجزایر اصلی کشور، در حدود ۲۰۰ جزیره صخره‌ای غیرمسکونی وجود دارد. گروه دوردستی از جزایر، متشکل از شش جزیره، نیز که به نام جزایر جنوب غرب معروف‌اند در ۶۰۴ کیلومتری جزایر اصلی کشور قرار گرفته‌اند و دو ایالت هاتوهوبئی و سونسورول کشور پالائو را تشکیل می‌دهند.
آب‌وهوای پالائو در تمامی سال گرمسیری است و میانگین دمای آن ۲۸ درجه سانتیگراد است. بارش باران در این کشور در تمامی فصول سال زیاد است و میانگین آن به ۳۸۰۰ میلی‌متر بالغ می‌شود اما روزهای آفتابی نیز در این جزایر کم نیستند. توفان در پالائو به ندرت رخ می‌دهد زیرا این کشور بیرون از مسیر اصلی توفان‌ها قرار گرفته‌است.

### ایالات
کشور پالائو به ۱۶ ایالت بخش می‌شود.
| ایالت      | مساحت (کیلومترمربع) | برآورد ۲۰۱۲ | سرشماری ۱۳ آوریل ۲۰۱۵ | توضیحات                                                                                             |
| ---------- | ------------------- | ----------- | --------------------- | --------------------------------------------------------------------------------------------------- |
| کایانگل    | ۱٫۷                 | ۷۶          | ۵۴                    | comprising islands of Kayangel Atoll                                                                |
| نگارچلونگ  | ۱۱٫۲                | ۲۸۱         | ۳۱۶                   | northern end of Babeldaob Island                                                                    |
| نگارارد    | ۳۴                  | ۴۵۳         | ۴۱۳                   | northeastern side of Babeldaob Island                                                               |
| نگاردمائو  | ۳۴                  | ۱۹۵         | ۱۸۵                   | on western side of Babeldaob Island                                                                 |
| نگرملنگوئی | ۶۸                  | ۳۱۰         | ۳۵۰                   | on western side of Babeldaob Island                                                                 |
| نگاتپانگ   | ۳۳                  | ۲۵۷         | ۲۸۲                   | on western side of Babeldaob Island                                                                 |
| نگیوال     | ۱۷                  | ۲۲۶         | ۲۸۲                   | on eastern side of Babeldaob Island                                                                 |
| مِلِکِئوک     | ۲۶                  | ۳۰۰         | ۲۷۷                   | on eastern side of Babeldaob Island                                                                 |
| نگچسار     | ۴۳                  | ۲۸۷         | ۲۹۱                   | on eastern side of Babeldaob Island                                                                 |
| آیملیک     | ۴۴                  | ۲۸۱         | ۳۳۴                   | southwest part of Babeldaob Island                                                                  |
| آیرای      | ۵۹                  | ۲٬۵۳۷       | ۲٬۴۵۵                 | southeast part of Babeldaob Island                                                                  |
| کورور      | ۶۰٫۵۲               | ۱۱٬۶۷۰      | ۱۱٬۴۴۴                | Koror, Arakabesan and Malakal Islands, plus Rock Islands (Chelbacheb) and Eil Malk to the southwest |
| پللیو      | ۲۲٫۳                | ۵۱۰         | ۴۸۴                   | comprises Peleliu Island and some islets to its north, notably Ngercheu                             |
| آنگائور    | ۸٫۰۶                | ۱۳۰         | ۱۱۹                   | Angaur Island, 12 km south of Peliliu                                                               |
| سونسورول   | ۳٫۱                 | ۴۲          | ۴۰                    | comprises Sonsorol, Pulo Anna and Merir Islands                                                     |
| هاتوهوبئی  | ۰٫۹                 | ۱۰          | ۲۵                    | comprises Tobi Island and (uninhabited) Helen Reef                                                  |

## نگارخانه

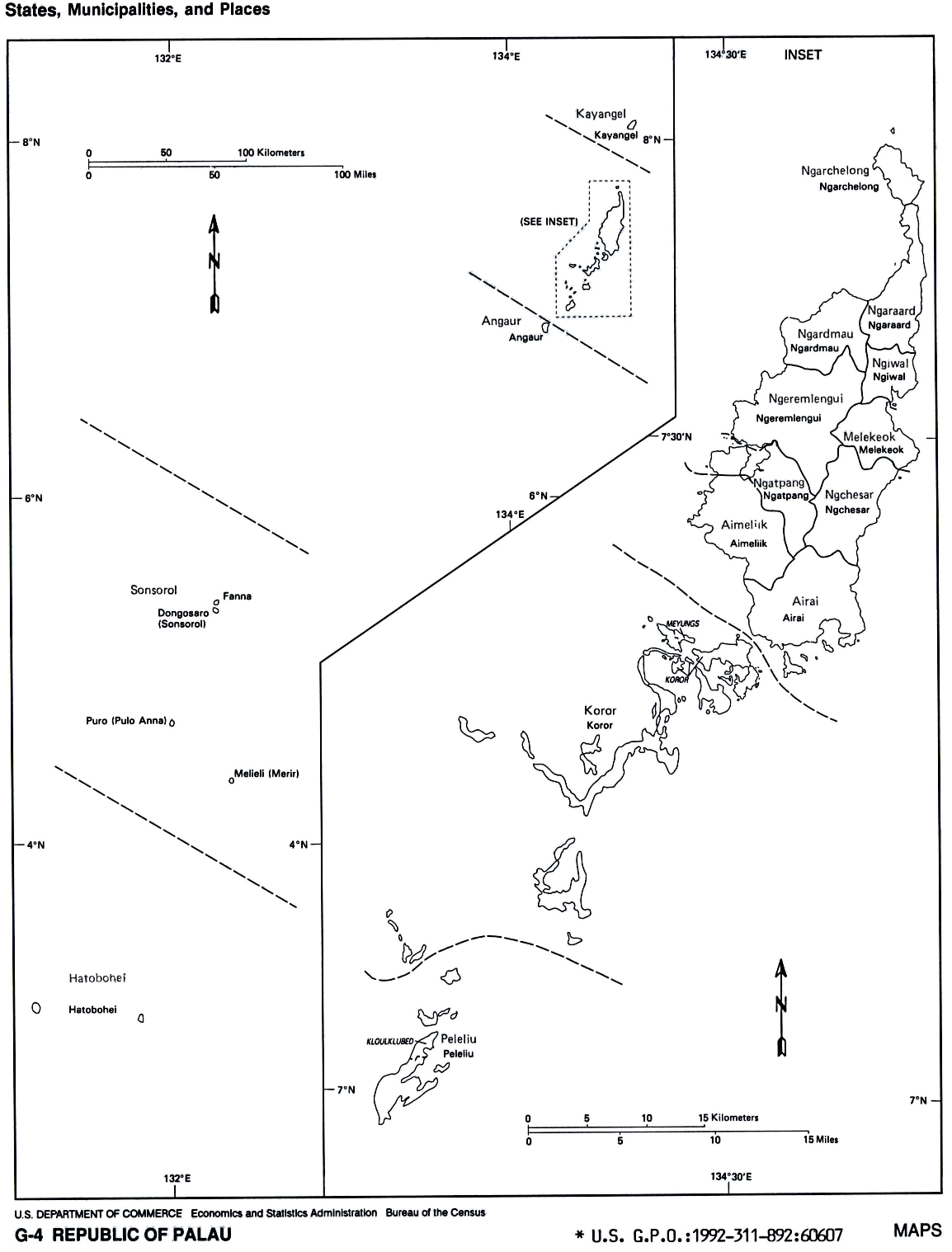
شانزده ایالت پالائو.
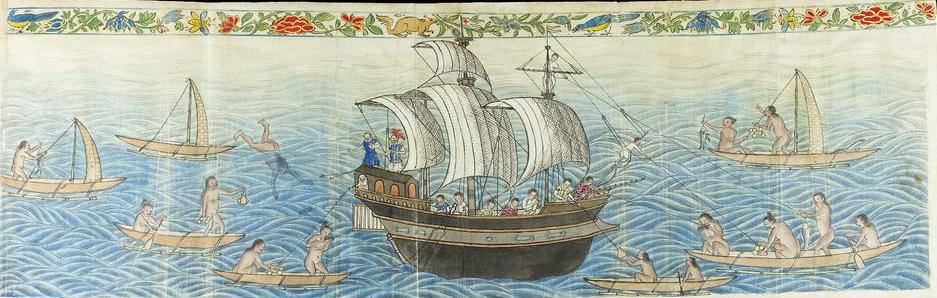
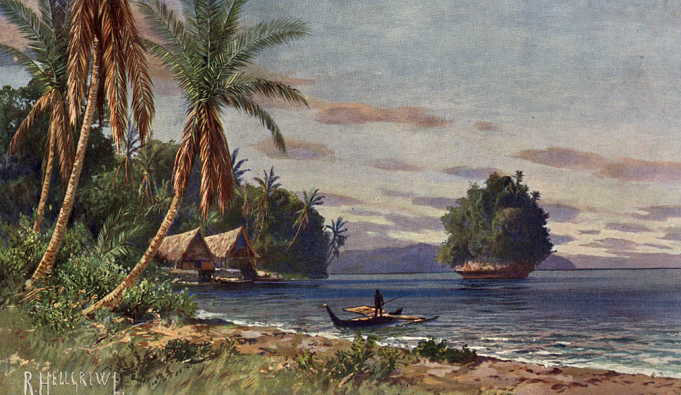
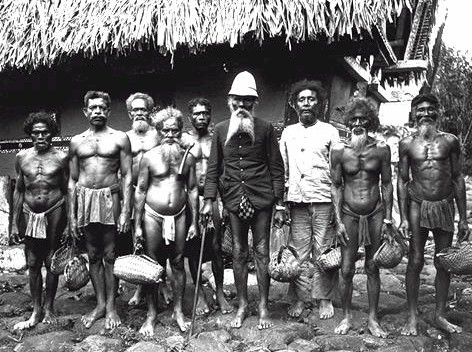
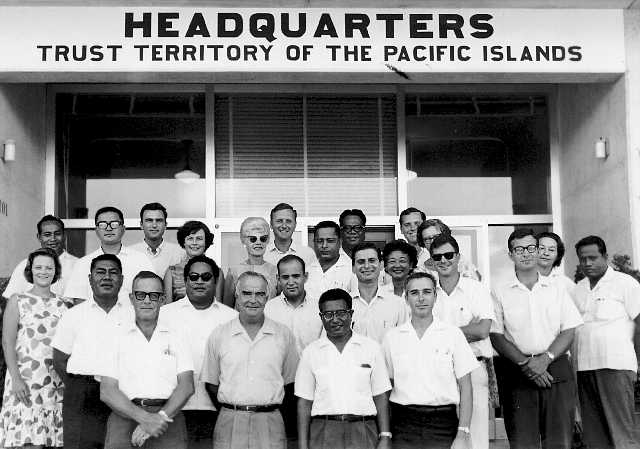
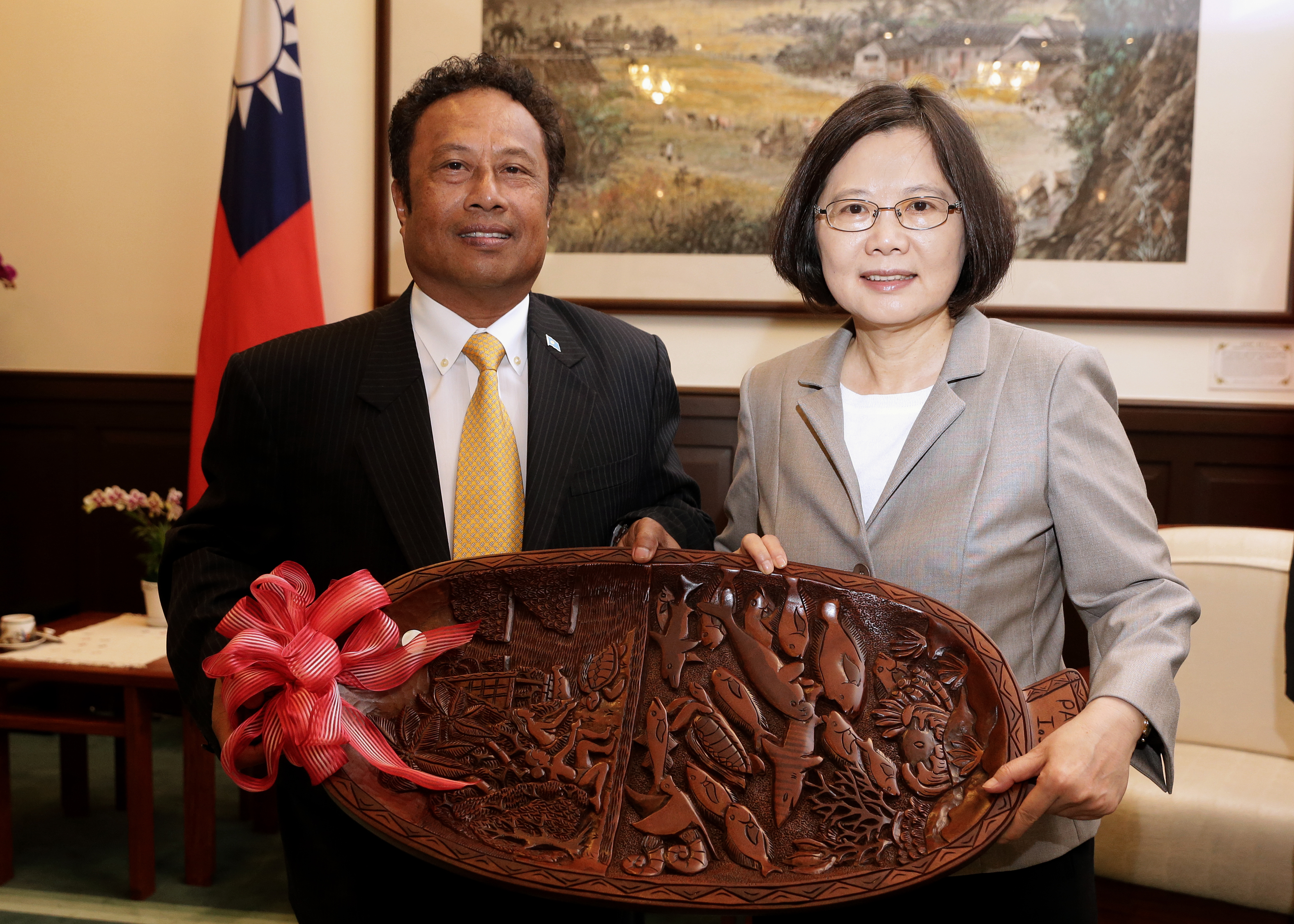
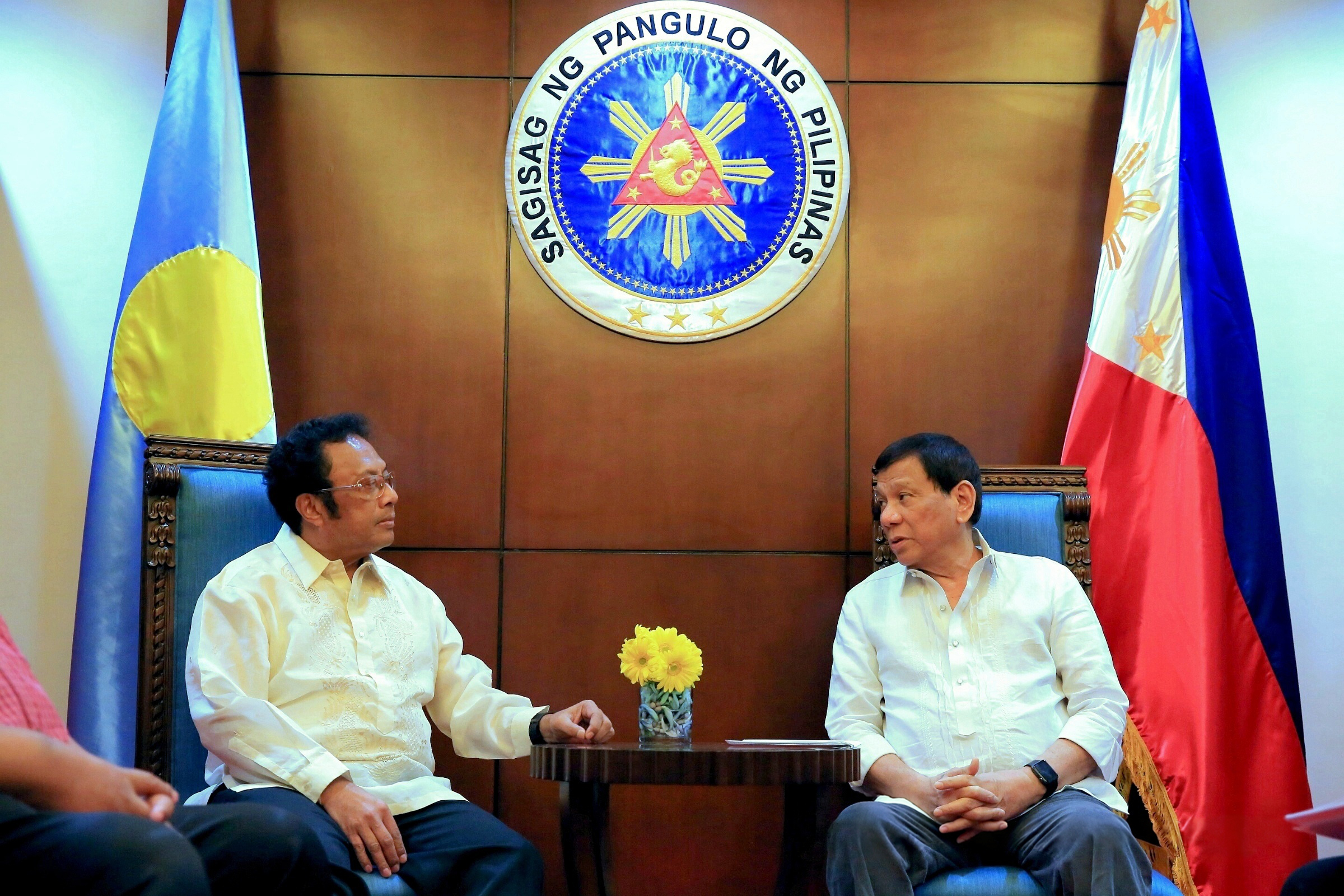
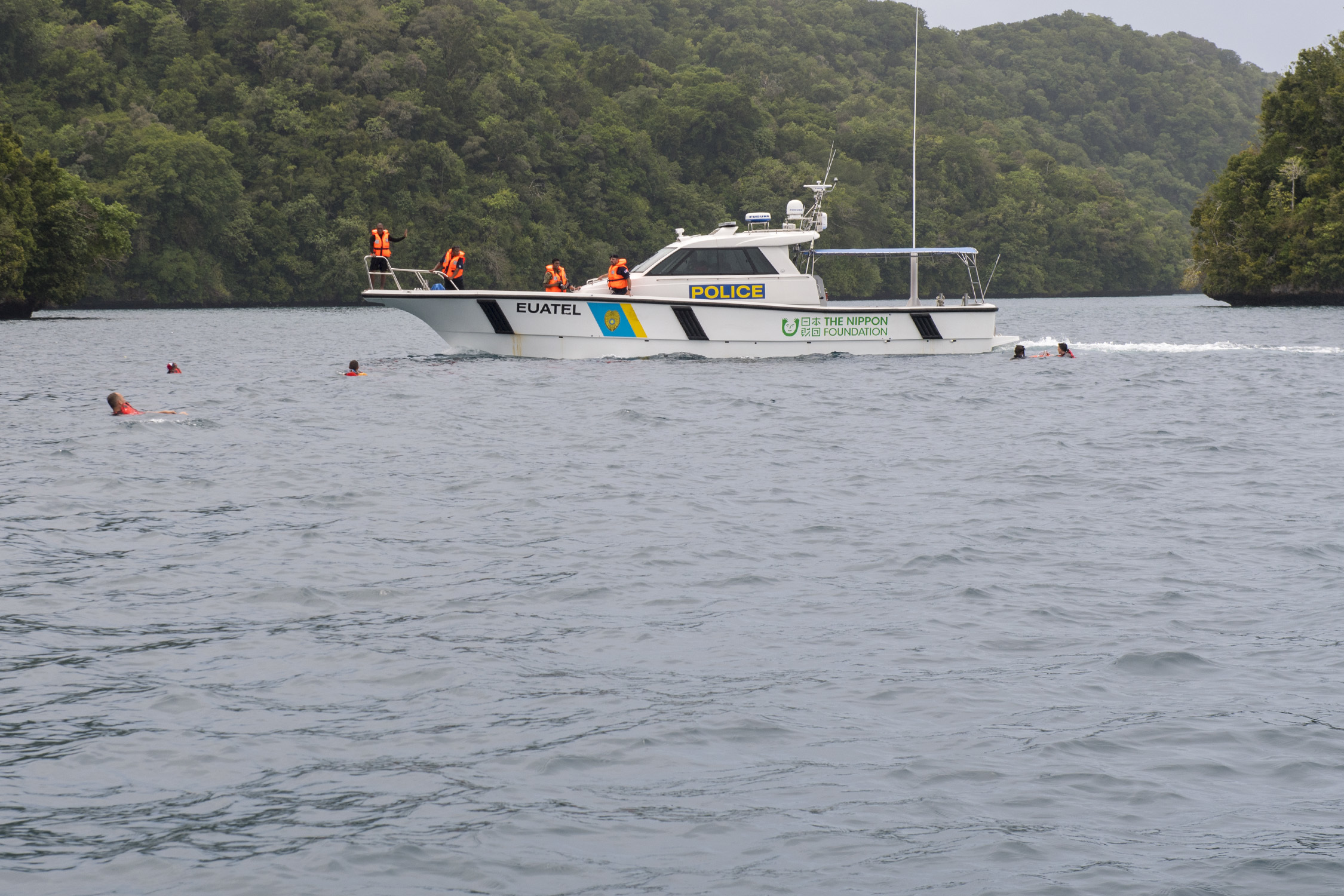
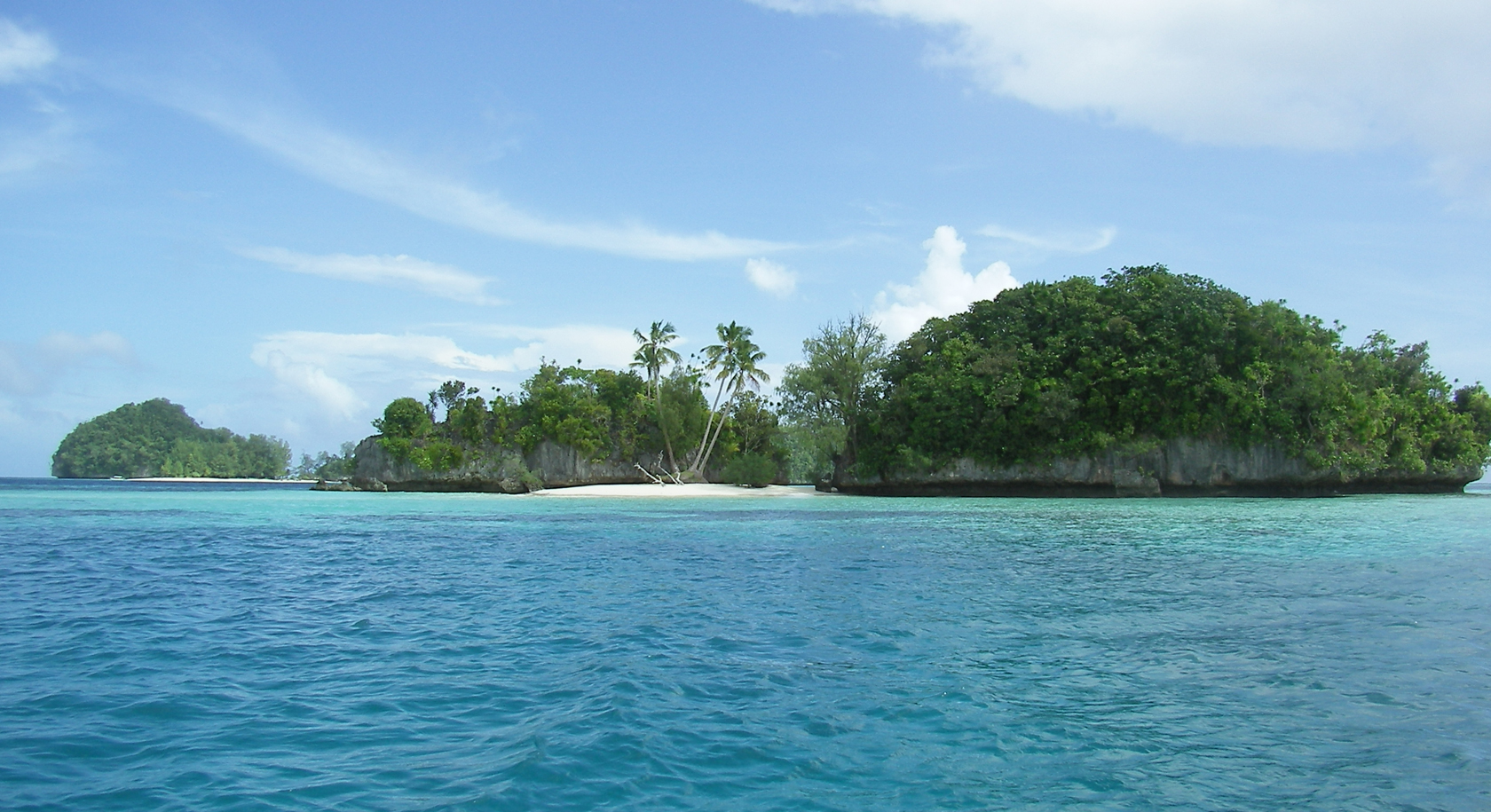
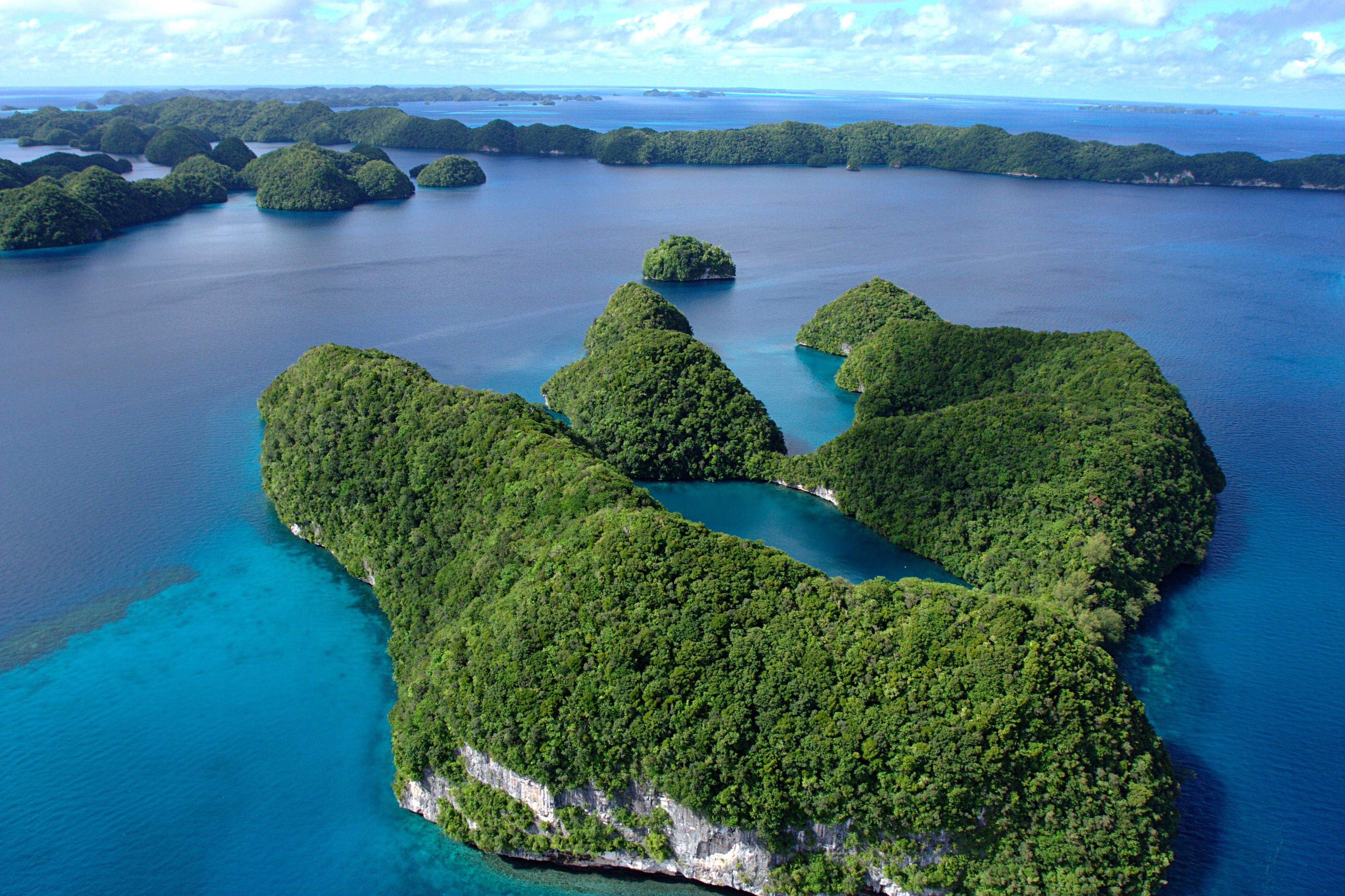
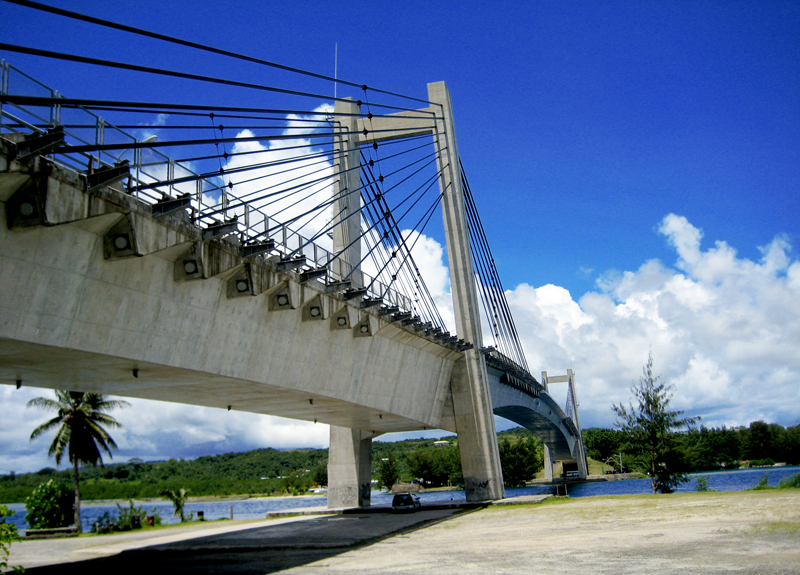